# پولیتبورو
پولیتبورو یا دفتر سیاسی (روسی: Политбюро؛ انگلیسی: Politburo; ‎/ˈpɒlɪtbjʊəroʊ/‎) یا دایره سیاسی (انگلیسی: political bureau) بالاترین سازمان سیاسی کمیته مرکزی در احزاب کمونیست است که در بیشتر کشورهای کمونیست فعلی و سابق کمونیست وجود دارد. در تروتسکیسم، پولیتبورو به کمیته مرکزی گفته می‌شود.
نخستین پولیتبورو در سال ۱۹۱۷ به دست حزب کمونیست اتحاد شوروی در روسیه بنیان نهاده شد تا رهبری انقلاب روسیه را به پیش ببرد. این پولیتبورو هفت عضو داشت که عبارت بودند از: ولادیمیر لنین، گریگوری زینوویف، لو کامنف، لئون تروتسکی، ژوزف استالین، گریگوری سوکولنیکوف و آندری بوبنوف. در طی قرن بیستم ساختارهای سیاسی کشورهای شوروی، آلمان شرقی، چکسلواکی، افغانستان و چین وجود پولیتبورو را تجربه کردند. هم‌اکنون نیز در ۵ کشور چین، کوبا، کره شمالی، لائوس و ویتنام پولیتبورو وجود دارد.

## پولیتبورو در چین
قدرت نهایی حزبی در چین (و نتیجتاً قدرت سیاسی نهایی) در دست پولیتبوروی حزب کمونیست چین و مشخصا هیئت دائمی پولیتبورو است. پولیتبورو ماهی یک بار برای مباحثه در مورد سیاست‌های حزب برگزار می‌شود و شامل گروه کوچکی از ۲۰ تا ۲۴ نفر است که قدرت -رهبری چین- در آن مورد مذاکره قرار می‌گیرد.
اگرچه روی کاغذ کمیتهٔ مرکزی حزب اعضای پولیتبورو را انتخاب می‌کنند، عضویت در آن تا حد زیادی وابسته به خود افراد، جاه‌طلبی آن‌ها برای ماندن در پولیتبورو و توان‌شان برای کسب حمایت هم‌رده‌ها و دبیرکل حزب است. تا سال ۱۹۷۵ عضویت در پولیتبورو منحصراً توسط مائو تعیین می‌شد، تصمیم مائو بر اساس سن، وفاداری و مفید بودن افراد صورت می‌گرفت.
وقتی پولیتبورو شکل نگرفته است، حزب توسط «کمیته دائمی پولیتبورو» که شامل ۶ تا ۱۰ عضو است اداره می‌شود. عضویت در این کمیته توسط برجسته‌ترین رهبران حزب کمونیست تعیین می‌شود و به وفاداری و مفید بودن آن‌ها نسبت به دبیرکل حزب بستگی دارد.